# NGC 5860
NGC 5860 é uma galáxia espiral (S0+S0) localizada na direcção da constelação de Boötes. Possui uma declinação de +42° 38' 31" e uma ascensão recta de 15 horas, 06 minutos e 33,7 segundos.
A galáxia NGC 5860 foi descoberta em 17 de Abril de 1830 por John Herschel.